# Personelsikkerhed
Personelsikkerhed er den disciplin, der omhandler sikkerhedsgodkendelsen af personer, der arbejder med klassificerede oplysninger. Hvis man som offentligt ansat skal beskæftige sig med klassificerede informationer, er det en forudsætning, at man er blevet sikkerhedsgodkendt. Dette er et krav i henhold til Statsministeriets sikkerhedscirkulære (Cirk. nr. 204 af 7. december 2001).
| Politi | Spire Denne politirelaterede artikel er en spire som bør udbygges. Du er velkommen til at hjælpe Wikipedia ved at udvide den. |